# アイラ・エーカー
アイラ・クラレンス・エーカー (Ira Clarence Eaker, 1896年4月13日 - 1987年8月6日) は、アメリカ陸軍及びアメリカ空軍の軍人、最終階級は、空軍中将。
エーカーは1896年にテキサス州フィールド・クリークで生まれた。彼はオクラホマ州デュラントの南東州教員養成大学に入学し、1917年にアメリカ陸軍に入隊する。彼は予備役将校部隊の歩兵少尉に任官され、テキサス州エルパソの第64歩兵連隊での現役勤務に配属された。彼は1917年11月15日に常備軍の歩兵少尉に任官された。

## 陸軍航空隊
エーカーは1918年3月までエルパソで第64歩兵連隊と共に勤務し、その後飛行訓練を受けるためにテキサス州オースティンおよびケリー・フィールズに派遣された。訓練課程を10月に修了した後、パイロットとしてカリフォルニア州ロックウェル・フィールドに配属される。1919年7月に彼はフィリピンに転属し、1919年9月までフォート・ミルの第2航空隊で軍務に就く。続いてキャンプ・ストッセンバーグの第3航空隊で1920年9月まで勤務し、その後1921年9月まで航空部上級将校、フィリピン航空部副指令、マニラのフィリピン航空部指令として勤務した。その間の1920年7月1日に歩兵から航空部に移籍し、ニューヨーク州ミッチェル・フィールドでの勤務のために1922年1月にアメリカへ戻った。ここで彼は第5航空隊を指揮し、その後基地の副司令となった。1924年6月にワシントンD.C.の陸軍航空部上級次官となり、1926年12月から1927年5月まで南米への親善飛行、パン・アメリカン・フライトの一パイロットとして勤務した。その後彼はワシントンD.C.の戦争省次官付きの上級将校となる。1926年9月に彼はワシントンD.C.のボリング・フィールドで作戦および航路整備士官に任命される。その任務の間に陸軍の「Question Mark」号による滞空飛行に機長として参加し、1929年1月1日から7日までロサンゼルス上空で飛行し、副操縦士のカール・スパーツと共に世界新記録を樹立した。エーカーとスパーツの両名はこの功績で空軍殊勲十字章を受章した。1930年に彼は初の大陸横断飛行を達成した。1934年10月にはカリフォルニア州マーチ・フィールドに転任し、第34追撃飛行中隊および第17追撃飛行中隊を指揮した。1935年の夏に彼は海軍との任務を命じられ、空母レキシントンに乗艦しハワイとグアムでの演習に参加した。1935年8月にアラバマ州マクスウェル・フィールドの航空隊戦略学校に入校し、翌年卒業した後6月にカンザス州フォート・レヴェンワースの指揮参謀学校に入校する。同校を1937年6月に卒業すると、ワシントンD.C.の航空隊参謀部の情報部門の副局長に就任し、1940年11月にはカリフォルニア州ハミルトン・フィールドの第20追撃飛行群の指揮官となる。

## 第二次世界大戦
エーカーは1942年1月に准将に昇進し、第8爆撃軍を組織するために、イギリス軍に配属され爆撃作戦のノウハウを取得した。その後1942年12月に、彼はイギリスにおいて第8空軍を指揮する。エーカーは昼間「精密」爆撃の主張者であった。彼は1942年8月17日にB-17編隊の指揮官として、ドイツ軍占領下のフランスのルーアンに対するアメリカ軍による最初の爆撃を指揮した。1943年9月に中将に昇進し、イギリスにおけるアメリカ陸軍航空隊の総司令官に任命された。1944年1月には第12と第15航空団およびイギリス砂漠空軍およびバルカン空軍を含む地中海連合国軍空軍の最高司令官に任命された。1945年4月30日に陸軍航空軍副司令官および航空参謀に任命された。1947年8月31日に退役し、退役軍人名簿1948年6月29日付けで大将に昇進した。

## 民間での経歴
その後エーカーはヒューズ・ツールおよびヒューズ・エアクラフト(1947 - 57)、ダグラス・エアクラフト(1957 - 61)の副社長に就任する。
1920年代初めにニューヨークに配属されたが、彼はコロンビア大学で法律を学んだ。1930年代の初めには南カリフォルニア大学でジャーナリズムの学位を得ている。彼はヘンリー・アーノルドと共に「This Flying Game」(1936)「Winged Warfare」(1937)「Army Flyer」(1942)を著している。彼は1962年から軍事に関する週刊のコラムを執筆し、多くの新聞に掲載された。1970年にオハイオ州デイトンの飛行殿堂入りをした。1978年10月10日にジミー・カーター大統領はエーカーの祖国防衛への貢献と飛行機開発への多大な寄与に感謝し、議会名誉黄金勲章を授与した。退役からおよそ30年後、上院議員バリー・ゴールドウォーターによって提案され、ロナルド・レーガン大統領によって支持された、エーカー将軍に四つ星を与える（大将昇進を意味する）特別法案を議会は可決した。1985年4月26日に空軍参謀総長チャールズ・ガブリエルとエーカーの妻ルース・エーカーは、彼に4番めの星をピンで留めた。1987年8月6日、メリーランド州アンドルーズ空軍基地のマルコム・グロウ医療センターで死去した。エーカーは30年以上に及ぶ飛行経歴で、パイロットとして12,000時間の飛行を行った。

## 栄典

### アメリカ合衆国からの叙勲
- 空軍殊勲章
- 二樫葉付陸軍殊勲章
- 海軍殊勲章
- 銀星章
- レジオン・オブ・メリット
- 樫葉付空軍殊勲十字章
- 航空勲章
- 第一次世界大戦および第二次世界大戦戦勝記念章
- アメリカ防衛従軍記章
- アメリカ従軍記章
- ブロンズスター付ヨーロッパアフリカ中東従軍記章

他

### 外国からの叙勲
- アンデスのコンドル章(ボリビア)
- アル・メリト章(チリ)
- ペルーの太陽章(ペルー)
- 解放者章(ベネズエラ)
- 騎士勲章(イギリス)
- 南十字星章(ブラジル)
- クツーソフ章(ロシア)
- パルチザン星章(ユーゴスラビア)
- レジオンドヌール勲章(フランス)、等がある。

### その他
ブライスヴィル空軍基地は1988年5月26日にエーカー空軍基地と改名されたが、1992年3月6日に閉鎖され、軍用から民間空港に転換された。転用後はアーカンソー国際空港と改名されたが、軍は同空港を現在も使用している。